# Nematoproctus longifilus
Nematoproctus longifilus är en tvåvingeart som beskrevs av Friedrich Hermann Loew 1857. Nematoproctus longifilus ingår i släktet Nematoproctus och familjen styltflugor. Inga underarter finns listade i Catalogue of Life.